# Marc W. Miller
Marc William Miller es un diseñador de juegos estadounidense, conocido principalmente por su trabajo en el desarrollo de juegos de rol de ciencia ficción. Es el creador junto a Frank Chadwick de Traveller, uno de los primeros y más influyentes juegos de rol de temática espacial, publicado por primera vez en 1977.

### Carrera temprana
Después de servir en el Ejército de los EE.UU., Miller continuó sus estudios en la Universidad Estatal de Illinois en 1972 bajo el GI Bill.  Allí se unió al ISU Game Club, creado por Rich Banner y Frank Chadwick.  Banner obtuvo una subvención que financió la impresión de hojas hexagonales en blanco (adecuadas para hacer mapas de juegos de guerra). Con la incorporación de los nuevos miembros Loren K. Wiseman y John Harshman, el ISU Game Club elaboró una variedad de diseños. Algunos de estos diseños eran derivados de juegos existentes y tenían nombres genéricos como Guerre y Swamp. Mientras que otros eran fusiones, como Triplanetary.
En 1973, después de ser convencidos por Miller, Chadwick y Banner, la Universidad Estatal de Illinois creó SimRAD (Investigación, Análisis y Diseño de Simulación), un programa universitario donde estudiantes y profesores diseñaban juegos. Los ingresos provenientes de estos juegos respaldaron la financiación de innovaciones en educación. Al mismo tiempo, Miller, Chadwick, Banner y Wiseman decidieron publicar un juego de simulación masivo de la Segunda Guerra Mundial y crearon Game Designers' Workshop como su empresa editorial.

### Game Designers' Workshop (GDW)
Game Designers' Workshop (GDW) se formó el 22 de junio de 1973 y, inicialmente, estaba ubicado en el apartamento de Miller y Chadwick. Ese año, GDW publicó Drang Nach Osten, la primera de su serie Europa sobre la Segunda Guerra Mundial.
En 1974 la compañía publicó cinco nuevos títulos, entre ellos Coral Sea, basado en la batalla naval de la Segunda Guerra Mundial.
En 1975, GDW publicó Triplanetary de Miller y Harshman. Miller diseñó La guerra ruso-japonesa y Chaco, que se basa en la guerra de los años 1930 entre Bolivia y Paraguay. 
Miller, Chadwick, Harshman y Wiseman diseñaron Traveller, que fue publicada en 1977 por GDW.
Miller diseñó el juego de mesa de ciencia ficción Double Star para GDW, que se lanzó en 1979. 
Mientras estuvo en GDW, Miller diseñó un total de 74 juegos y productos, con un promedio de uno cada cuatro meses, incluido Imperium; y codiseñó MegaTraveller y 2300 AD.
Miller escribió una carta a la empresa Digest Group Publications (DGP), en 1987 pidiéndoles ayuda para que GDW hiciera más accesible la gran cantidad de material publicado para Traveller, lo que dio como resultado la segunda edición del juego conocida como MegaTraveller. DGP produjo un trabajo considerable que no fue utilizado y, desde 1996, Miller ha prohibido a sus licenciatarios hacer referencia al material no publicado de DGP debido a sus preocupaciones sobre cuestiones de derechos de autor.
Miller dejó GDW en 1991.

### Después de dejar GDW
Miller diseñó el juego de computadora Challenge of the Five Realms, que fue publicado y lanzado por MicroProse en 1992, y el juego de cartas Super Deck!. En 1996, Miller compró los derechos de Traveller, Twilight: 2000 y 2300 AD, y formó una nueva compañía llamada Far Future Enterprises. Fue el jefe de esta empresa, que poseía los derechos sobre los juegos. Miller se asoció con Sweetpea Entertainment para obtener los derechos de licencia de los medios de comunicación para su propiedad de ciencia ficción a cambio de financiación para poner en marcha Imperium Games en febrero de 1996, como un nuevo editor dedicado a producir únicamente material de Traveller. Mientras Far Future Enterprises licenciaba Traveller y otros juegos a varias empresas, Miller trabajó en una quinta edición de Traveller para Far Future.
Miller también realiza trabajos de consultoría para empresas de juegos. Miller publica diseños de juegos a través de Far Future Enterprises en farfuture.net y brinda asesoramiento sobre diversos aspectos de la industria de los juegos a través de Heartland Publishing Services, principalmente cuestiones de diseño y producción. Sus juegos de rol están actualmente impresos a través de Far Future Enterprises, Mongoose Publishing y Steve Jackson Games.

## Premios y reconocimientos
Miller ha recibido el premio Origins, el prestigioso premio Games 100 y el premio Game Designers' Guild. Fue incluido en el Salón de la Fama Charles S. Roberts (Origins) en 1981 como diseñador. Apareció como el rey de espadas en la baraja de cartas Famous Game Designers Playing Card Deck de Flying Buffalo de 2010.  Su novela Agente del Imperio fue nominada a los Premios Dragón en 2016.
En 1981, Marc William Miller fue incluido en el Adventure Gaming Hall of Fame, una prestigiosa distinción que honra a diseñadores y figuras clave en la industria de los juegos. Este reconocimiento fue principalmente por su contribución con el juego "Traveller", que había establecido un estándar para los juegos de rol de ciencia ficción.